# Pachyarmatherium
Pachyarmatherium que significa ("bestia con armadura pesada") es un género extinto de mamífero cingulado, muy similar en apariencia a un armadillo grande que habitó en América, desde el período Plioceno al Pleistoceno, estando emparentado tanto a los modernos armadillos como a otros cingulados extintos como los pampaterios y los gliptodóntidos. Estuvo presente desde hace unos 4,9 millones de años hasta hace 300.000 años, por lo que vivía durante el Gran Intercambio Biótico Americano y las edades glaciales del Pleistoceno, si bien habría desaparecido a mediados del mismo.

## Taxonomy
Pachyarmatherium fue nombrado por Downing y White, en 1995. Su especie tipo es P. leiseyi. Originalmente fue asignado a Dasypodoidea por Downing y White (1995), y de manera tentativa a Glyptodontidae por McKenna y Bell, en 1997. Sin embargo, un análisis cladístico llevado a cabo por O. Porpino et al. llevó a la conclusión de que Pachyarmatherium es un grupo hermano del clado consistente en las familias Glyptodontidae y Pampatheriidae.

## Distribución de los fósiles deP.  leiseyi
- Sitio Río Kissimmee River, formación Tamiami, Okeechobee County, Florida ~4.9—1.8 millones de años.
- Sitio Haile 16A, Alachua County, Florida ~1.8 millones—300,000 años.
- Mina Payne Creek, Polk County, Florida ~1.8 millones-300,000 años.
- Leisey Shell Pit 1A, formación Bermont, Hillsborough County, Florida ~1.8—300,000 años.